# هیلمار هافمن
هیلمار هافمن (انگلیسی: Hilmar Hoffmann; ۲۵ اوت ۱۹۲۵ – ۱ ژوئن ۲۰۱۸) کارگردان فیلم، استاد دانشگاه، هنرپیشه، و آموزگار اهل آلمان بود.
او بنیان گذار جشنواره بین‌المللی فیلم کوتاه اوبرهاوزن بود.